# Здание Екатеринодарской женской учительской семинарии
Екатеринодарская женская учительская семинария — памятник архитектуры начала XX века, в городе Краснодар, расположенный на углу улицы Красная и улицы Новокузнечная, по адресу ул. Красная д. 166.

## История
Здание построено в период 1910—1915 гг. Автором проекта некоторые источники называют архитектора Гавриила Никитина, однако это спорное предположение не находит сколь либо веских документальных подтверждений.

Здание было построено для размещения в нём женской учительской семинарии, готовившей школьных учительниц, острая нехватка которых была связана с бурным развитием начального образования в Кубанской области в начале XX в. Семинария располагалась в здании до весны 1920 года, пока в Екатеринодар не вошла Красная Армия.

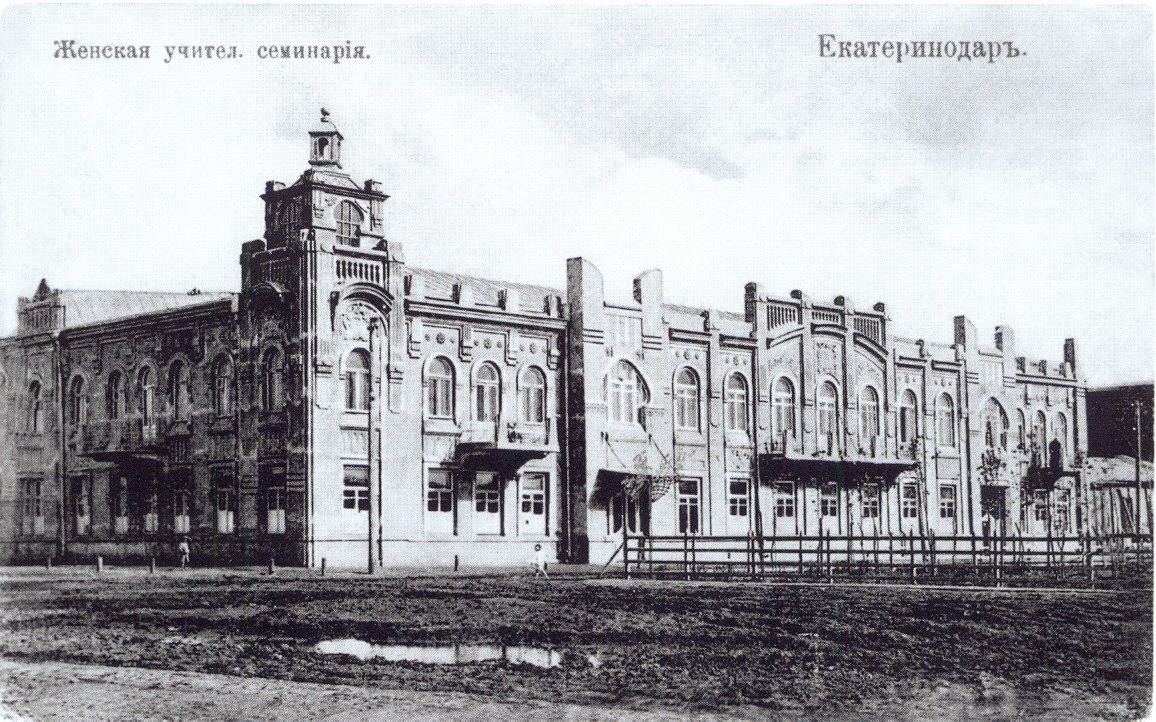
Открытка начала XX века.

С 1924 по 1943 г. в здании располагалось отделение аграрного факультета Краснодарского политехнического института с секциями виноградарства и виноделия, табаководства и культур лекарственных растений, садоводства и огородничества, а также в последующем инженеров маслобойно-жировой промышленности. 
В годы Великой Отечественной войны здание института сильно пострадало. Были полностью разрушены башенка на правом углу фасада, элементы декора центрального и боковых фризов, лепные украшения со стороны ул. Новокузнечной, фигурные решётки и часть тумб на крыше здания, аттики и т. д.
После освобождения Краснодара здание было восстановлено в упрощённом виде. В июне 1943 г. в восстановленное здание переехал Краснодарский институт пищевой промышленности, сформированный на базе двух институтов: виноделия и виноградарства и химико-технологического.
В конце 1970-х гг. здание передали инженерно-строительному факультету, который находился в нём до 2012 г..
Здание долго не ремонтировалось, и к 2015 г. находилось в аварийном состоянии. Попытка реставрации силами вуза предпринятая в 2015 году оказалась неудачной, вследствие чего появились предложения по сносу здания. Однако под давлением общественности, после градозащитной компании и многочисленных обращений в правоохранительные органы, Министерство образования выделило средства на реконструкцию, которая началась в 2021 г.

## Современное состояние
Реставрация началась в 2021 г по проекту Главгосэкспертизы. По состоянию на март 2022 г. — реставрационно-ремонтные работы продолжаются год без малейших признаков окончания. Здание законсервировано и не используется по назначению, а те элементы «реставрации», которые заметны невооруженным глазом носят следы накидывания современного бетонного раствора на опасно поврежденные участки кладки, видимо с целью не допустить дальнейшего выпадения кирпичей на откосах окон и перемычках.

## Значение
Зданий Екатеринодарской учительской семинарии (отделений Кубанского государственного технологического университета) является как значимым памятником гражданской архитектуры периода зрелого и позднего модерна в городе, так и важным строением, завершающим застройку улицы Красной в дореволюционный период — архитектурно определяющим облик главной городской магистрали в до советский период. Помимо этого, оно является исторически важным для тех учебных заведений, которые повремённо располагались в его стенах.